# 阿布加體育場
阿布加國家體育場是一座位於奈及利亞阿布加的全座位國家體育場。本體育場除了為奈及利亞國家足球隊的主場外，也是各種社會、文化、宗教活動的主辦場地。2000年7月18日奈及利亞亞聯邦政府批准，本體育場和選手村的建設計畫。興建本體育場事為了舉辦2003年全非運動會。本體育場可容納60491人。

## 外部連結
- 阿布加體育場 （页面存档备份，存于）